# 云南泡花树
云南泡花树（学名：Meliosma yunnanensis）为清风藤科泡花树属下的一个种。其种加词 yunnanensis 意为“云南的”。